# سید کاظم رشتی

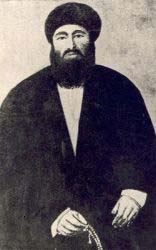
سید کاظم رشتی

سید کاظم بن قاسم حسینی رشتی ملقب به نجیب الاشراف (۱۲۱۲- ۱۲۵۹ ق)(۱۸۴۳-۱۷۹۳م) دومین رهبر شیخیه بعداز احمد احسائی بود. وی نزد شیخیه ملقب به «سید نبیل» یا «سید امجد» است. 
کاظم رشتی برای پیروان نهضت بابیه که زمینه ساز پیدایش مذهب بهائیت شد، اهمیت زیادی دارد. نقل شده است که وی بتبع استادش احسایی به تبلیغ ظهور قریب الوقوع امام زمان ادامه می داد که به حرکت شاگرد او سید علی محمدباب انجامید که برخی از شیخیه به او گرویدند و بسیاری از شیعیان و شیخیها ادعای شیرازی را دروغ دانستند. پس از او  محمدکریم‌خان کرمانی رئیس فرقه شیخیه شد.

## نظرات
نظرات او همان عقاید شیخیه مطابق نظرات استادش شیخ احمد احسایی است :
تسلط بیش از پیش امامان شیعه در همه امور دنیوی و اخروی 
قریب الوقوع بودن ظهور منجی
بشارت به مردم برای گشتن بدنبال باب امام زمان
مادی و معنوی بودن معراج 
باطن داشتن متون قرآن  

## آثار
- «شرح القصیده» در شرح قصیده لامیه پاشا عبدالباقی افندی عمری موصلی والی عراق. این کتاب در سال ۱۲۷۰ در تهران به طبع رسیده‌است.[۳]
- شرح دعای سمات
- شرح آیت الکرسی
- اصول دین
- شرح حدیث عمران صابی
- دلیل المتحیرین
- رسالة السلوک فی الاخلاق و الاعمال
- جواهر الحکم (مجموعه ای چاپ شده از کتب سید کاظم رشتی)

از سید کاظم رشتی بالغ بر سی صد جلد کتاب و رساله موجود است.

## شاگردان

### حاج محمدکریم خان کرمانی
محمد کریم خان کرمانی شاهزاده قاجار بود که از ایران نزد سید کاظم رشتی رفت و شاگرد و ملازم او بود، تا اینکه به عنوان نماینده سید کاظم رشتی به ایران بازگشت و  در کرمان مستقر شد. محمد کریم خان کرمانی پسرعموی فتحعلی شاه بود. همینطور گفته شده که وی نوه فتحعلیشاه بوده.در بابیه از میرزا محیط کرمانی هم به عنوان جانشین سید کاظم رشتی نام برده شده است.‌وی همان فردی است که سید باب به همراهی قدوس در کعبه، امر خود را مبنی بر امام زمان بودنش بر وی اعلام کرد و او به ظاهر دعوت سید باب را قبول کرد ولی در بازگشت به عهد خود وفا نکرد.

### ملاباقر اُسکویی
ملاباقر اسکویی از بزرگان شیخیه در کربلا بود و پسران سید کاظم رشتی نزد او درس می‌خواندند. پس از درگذشت سید، ملاباقر دعوی جانشینی او را کرد و چون کتابی به نام «اِحقاق‌ُالحق و اِبطال‌الباطل» در رد حاج محمدکریم‌خان کرمانی نوشت، فرزندان او نام خانوادگی خود را «اِحقاقی» نهادند. این طایفه در آذربایجان و کربلا و کویت زندگی می‌کنند و پیشوای آنان شیخ رسول احقاقی است.

### میرزا محمد مامَقانی
میرزا محمد مامقانی از شاگردان سید کاظم رشتی به‌شمار می‌رود که ادعای جانشینی وی را داشت و عده ای از شیخی‌های تبریز مقلد وی شدند. وی تکفیرکننده سید علی‌محمد باب و محکوم‌کننده او به مرگ در شهر تبریز بود.

### ملا میرزا حسن گوهر
ملا میرزا حسن گوهر یکی از شاگردان برجسته شیخ احمد و سید کاظم رشتی، یکی از کسانی بود که مدعی رهبری و جانشینی شد.

### سید علی‌محمد شیرازی (ملقب به باب)
سید علی محمد باب تقریباً ۲۰ ساله بود که برای زیارت به عراق سفر کرد و کمتر از ۱ سال (۱۸۳۹–۱۸۴۰) را در آنجا و بیشتر در کربلا گذراند و در آن مدت در مکتب‌های سید کاظم رشتی و سایر علمای اصولی و اخباری شرکت کرد. وی کمی بعد به اصرار خانواده‌اش به شیراز برگشت. البته بر خلاف همه جانشینان سید، باب ادعای جانشینی سید را نداشت بلکه او خود را باب امام زمان و امام زمان معرفی کرد و جمع کثیری از مجتهدین به او ایمان آوردند و ۳۱۳ نفر از این مجتهدین در قلعه شیخ طبرسی به عنوان دفاع شخصی در برابر حملات سربازان دولتی با این سربازان که از طرف دولت مامور به کشتن آنها شده بودند، به مبارزه پرداختند.

### ملاحسین بُشرویه‌ای (ملقب به اَوَّل مَنْ آمَن)
ملا حسین بشرویه‌ای مدت کمی در درس سید کاظم رشتی شرکت داشت. ملاحسین پس از فوت سید کاظم رشتی به جانشینان او رغبتی نشان نداده و عازم ایران می‌شود. او در بدو ورود به شیراز با سید علی‌محمد باب برخورد کرد و به باب پیوست. ملاحسین بشرویه‌ای، اولین کسی بود که به باب ایمان آورد. و در میان بابیان از طرف سید علی‌محمد شیرازی (باب) به باب الباب ملقب شد.

### زرین‌تاج بَرَغانی (ملقب به طاهره قُرَّةالعَین)

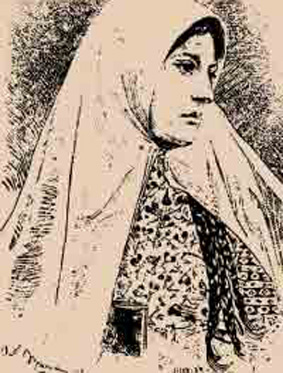
طاهره قرةالعین یکی از شاگردان سیدکاظم رشتی بود که بعدها به سیدعلی محمد باب و آیین بیانی گروید. وی یکی از حروف حی می‌باشد

طاهره برادرزاده شهید ثالث بود که استعداد فراوانی داشت. او به درجات عالی تحصیلی نزد پدر و مادرش و همچنین دیگر اعضای خانواده رسید. او ادبیات و شعر فارسی را نزد مادر خود و فقه، اصول، حدیث و تفسیر را نزد پدر، برادر (عبدالوهاب) و عمویش شهید ثالث فراگرفت. او همچنین عروس عموی خود محمدتقی برغانی بود؛ به عبارت دیگر، او به همسری پسرعموی خود درآمده بود.
در مقطعی از زمان، او تصمیم گرفت با مراجع شیعه نامه‌نگاری کند و از آنان اجازه اجتهاد بگیرد. از نوشته‌های خود او چنین برمی‌آید که مجتهدان شیعه در پاسخ، در عین حال که طاهره را دارای شرایط اجتهاد می‌دیدند، اعطای اجازه به یک زن را خلاف عرف دانستند.
پس از مدتی طاهره به شیخیه گرایش پیدا کرد. پس از ازدواج، او مشتاقانه دروس احمد احسایی را—که عموی کوچکترش، ملامحمدعلی بَرَغانی، نیز به او گرایش داشت—دنبال می‌کرد. طاهره اندکی پس از ازدواج و به همراه همسرش برای سیزده سال به نجف رفت و تحصیلات در زمینه فقه، کلام و دیگر علوم دینی را دنبال کرد. او موفق شد مدتی نیز در کربلا در محضر سیدکاظم رشتی تحصیل کند و پس از چندی به ایران بازگشت. کفر خوانده شدن شیخیه توسط پدرشوهر طاهره و دشمنی شوهرش با آنان بر سر مسایل خانوادگی، باعث شد طاهره و همسرش از یکدیگر جدا شوند و طاهره به خانه پدری بازگردد. فرزندان وی نزد پدر خود باقی ماندند.
در این میان طاهره تصمیم گرفت با خواهر و شوهرخواهرش دوباره به کربلا برود. بنابراین سفر دوم طاهره به کربلا در حدود سال ۱۸۴۳ انجام شد. ولی سیدکاظم رشتی پیش از رسیدن طاهره به کربلا درگذشته بود.
طاهره قرّة‌العین پس از درگذشت سید کاظم رشتی به بابیه پیوست.

### ملا محمدعلی بارفروشی (ملقب به قُدّوس و اِسم‌ُاللهِ الآخِر)
محمدعلی بارفروشی (زاده ۱۲۳۸ قمری) از اولین گروندگان به آئین باب و از حروف حی بود. بارفروشی در سن ۲۷ سالگی در سبزه‌میدان بابل اعدام شد.
شهاب فردوسی کشته شدن ایشان را در جنگ قلعه طبرسی مازندران می‌داند.
محمدنامق پاشا، نماینده ویژه حکومت عثمانی در کربلا، دربارهٔ سید کاظم رشتی چنین می‌گوید:
«مجتهد مسلّم مذهب شیعه هستند و بیش از پانصد نفر طلبه در حلقه درس ایشان می‌نشینند و اسرار توحید را بحث و تقریر می‌کنند. تمام شیعیان در امر دین به اجتهاد ایشان عمل می‌نمایند. حتی روایت است که حضرت محمدشاه، شاه ایران به اجتهاد کاظم اِفَندی عمل می‌کند…»

## نظرات در مورد او
محمود آلوسی مفتی بغداد صاحب «مقامات آلوسیه» دربارهٔ سید کاظم گوید: اگر سید در زمانی می‌زیست که ممکن بود نبی مرسل و پیغمبری باشد من اول من آمن بودم، زیرا شرایط لازم به اخلاق و علم کثیر و عمل به سجایای معنوی در شخص او موجود است. این سید جانشینی انتخاب نکرد. اما سه تن از شاگردان معروف او محمد کریم خان قاجار، میرزا شفیع تبریزی، سید محمد علی شیرازی بود.

## مرگ
نوشته‌اند نجیب پاشا حاکم عثمانی به او قهوه‌ای مسموم خوراند و سید در ذی‌الحجه سال ۱۲۵۹ ه‍.ق، برابر ۱۸۴۳ میلادی، درگذشت و در جوار آرامگاه حسین بن علی به خاک سپرده شد. ولی بابیان این عقیده را قبول نداشته و می‌گویند که نجیب پاشا روابط حسنه ای با سید کاظم داشته و بنابراین وی به مرگ طبیعی فوت کرده است.